# Johnny-Cash-Statue
Die Johnny-Cash-Statue ist ein von dem Bildhauer Kevin Kresse geschaffenes, auf einem Sockel stehendes Standbild des US-amerikanischen Country-Sängers und Songschreibers Johnny Cash (1932–2003). Es befindet sich als Teil der National Statuary Hall Collection in der National Statuary Hall im Kapitol von Washington, D.C.

## Geschichte
Der Gesetzgeber des Bundesstaates Arkansas verabschiedete 2019 ein Gesetz, um die beiden bestehenden Statuen des Staates im Kapitol durch Skulpturen der Bürgerrechtsaktivistin Daisy Gatson Bates sowie den in Arkansas geborenen Country-Sänger Johnny Cash zu ersetzen. Die vorherigen Statuen des Konföderations-Sympathisanten Uriah Milton Rose sowie von Gouverneur James Paul Clarke, der der Rassentrennung zugewandt war, galten als nicht mehr zeitgemäß. Die Aufstellung im Kapitol bedeutet für Cash eine nachträgliche außerordentlich große Ehrung, da seine Statue nun in einer Reihe beispielsweise mit der des ersten Präsidenten der Vereinigten Staaten, George Washington, steht.
Mit der Erstellung der Statue wurde der ebenfalls aus Arkansas stammende Bildhauer Kevin Kresse betraut. Dieser musste zunächst entscheiden, welche Ära aus Cashs langer Karriere im Mittelpunkt stehen sollte. Kresse las mehrere Bücher über den Sänger, studierte Dokumentarfilmmaterial und konsultierte einige von Cashs Familienmitgliedern. Letztendlich entschied er sich für ein Motiv der frühen 1970er Jahre. Zunächst entstanden 3D- und Tonmodelle. Die endgültige Version aus Bronze wurde in der Crucible Bronze Foundry in Norman (Oklahoma) in einer Keramikschalung gegossen.
Die Statue wurde am 24. September 2024 feierlich enthüllt. Mike Johnson, der Sprecher des Repräsentantenhauses der Vereinigten Staaten, Hakeem Jeffries, der Parteiführer der Demokratischen Partei des Repräsentantenhauses sowie Cashs Tochter Rosanne Cash würdigten in Ansprachen die Verdienste des Musikers. Neben weiteren hochrangigen Politikern, zahlreichen Ehrengästen und dem Bildhauer waren auch über 100 Mitglieder der Familie Cash bei der Eröffnung zugegen.

## Beschreibung
Die mit einer Höhe von 2,4 Metern überlebensgroße Statue zeigt Cash mit einem eleganten Gehrock gekleidet. Darunter trägt er ein Smoking-Hemd mit Rüschen, das er zuweilen bei seinen Konzerten trug sowie einen Querbinder. Sein Blick ist nachdenklich nach unten gerichtet. Der linke Arm ist vor der Brust angewinkelt. In der rechten Hand hält er eine Bibel. Über der rechten hinteren Schulter hängt eine Gitarre mit nach unten gerichteter Kopfplatte. Kresse wollte damit sowohl Cashs Religiosität als auch seine Musikalität zum Ausdruck bringen.
Die Statue steht auf einem Podest aus hellem Kalkstein. Die Inschrift auf der Vorderseite des Sockels lautet:

„Arkansas / Johnny Cash / 1932–2003 / Singer – Songwriter / Artist – Humanitarian.“

Die rechte Seite des Sockels ist mit einem Text aus Cashs Song Man in Black versehen:

„I wear the black for the poor and / the beaten down / livin’ in the hopeless, hungry / side of town / I wear it for the prisoner who has / long paid for his crime, / but is there because he’s a victim / of the times. (Ich trage Schwarz für die Armen und die Niedergeknüppelten, die im hoffnungslosen, hungernden Teil der Stadt wohnen, ich trage es für den Häftling, der lange für seine Taten bezahlt hat, doch der da ist, weil er ein Opfer der Zeiten ist).“

Auf der linken Seite ist eine Inschrift angebracht, die Cash seinen Kindern mit auf den Weg gab:

„All your life you will be faced / with a choice. You can choose / love or hate. / I choose love. (Ihr werdet Euer Leben lang mit einer Wahl konfrontiert sein. Ihr könnt zwischen Liebe oder Hass wählen. Ich wähle Liebe.)“